# Gliese 687 b
Gliese 687 b est une planète extrasolaire (exoplanète) en orbite autour de l'étoile proche Gliese 687, une naine rouge située dans la constellation boréale circumpolaire du Dragon, à une distance d'environ 14,8 années-lumière du Soleil.